# Bosque Rodrigues Alves
Het Bosque Rodrigues Alves (officiële naam: Jardim Botânico da Amazônia — Bosque Rodrigues Alves) is een botanische tuin in de hoofdstad Belém van de Braziliaanse deelstaat Pará. De tuin bevat meer dan 80.000 soorten. Hij is in 1883 opgericht tijdens de rubberboom. Veel originele structuren uit deze tijd staan er nog steeds.
De meeste bomen zijn niet aangeplant, maar maken deel uit van het oorspronkelijke bos dat zich in dit gebied bevond tot de stad Belém zich in de jaren 50 uitbreidde tot rondom deze tuin. De meest voorkomende boomsoorten zijn de massaranduba, Minquartia guianensis en Vouacapoua americana. Daarnaast bevinden zich in de tuin de Braziliaanse rubberboom, de krappa, de paradijsnoot, de simaroubaboom, Aspidosperma nitidum en Cedrela macrocarpa.
Er zijn verschillende dieren, sommige in gevangenschap in de originele ruimten die hiervoor in de 19e eeuw gebouwd zijn. Hieronder zijn ara's, papegaaien, goudparkieten, witvleugelparkieten, jendayaparkieten, toekans, Amerikaanse kleine zilverreigers, kolenbranderschildpadden, brilkaaimannen en kapucijnapen. Andere dieren bewegen zich vrij in de tuin rond, waaronder agoeti's, doodshoofdaapjes en luiaards. Verder zijn er vijvers met maanvissen, karperzalmen, pauwoogzoetwaterroggen en pantsermeervallen.